# Lijst van voetbalinterlands Brazilië - Zuid-Korea
Deze lijst van voetbalinterlands is een overzicht van alle officiële voetbalwedstrijden tussen de nationale teams van Brazilië en Zuid-Korea. De landen speelden tot op heden acht keer tegen elkaar. De eerste ontmoeting, een vriendschappelijke wedstrijd, werd gespeeld in Suwon op 12 augustus 1995. Het laatste duel, een achtste finale tijdens het Wereldkampioenschap voetbal 2022, vond plaats op 5 december 2022 in Doha (Qatar).

## Wedstrijden
| № | Plaats    | Datum            | Competitie        | Wedstrijd             | Uitslag |
| - | --------- | ---------------- | ----------------- | --------------------- | ------- |
| 1 | Suwon     | 12 augustus 1995 | Vriendschappelijk | Zuid-Korea – Brazilië | 0 – 1   |
| 2 | Seoel     | 10 augustus 1997 | Vriendschappelijk | Zuid-Korea – Brazilië | 1 – 2   |
| 3 | Seoel     | 28 maart 1999    | Vriendschappelijk | Zuid-Korea – Brazilië | 1 – 0   |
| 4 | Seoel     | 20 november 2002 | Vriendschappelijk | Zuid-Korea – Brazilië | 2 – 3   |
| 5 | Seoel     | 12 oktober 2013  | Vriendschappelijk | Zuid-Korea − Brazilië | 0 − 2   |
| 6 | Abu Dhabi | 19 november 2019 | Vriendschappelijk | Brazilië − Zuid-Korea | 3 − 0   |
| 7 | Seoel     | 2 juni 2022      | Vriendschappelijk | Zuid-Korea − Brazilië | 1 − 5   |
| 8 | Doha      | 5 december 2022  | WK 2022           | Brazilië – Zuid-Korea | 4 − 1   |

## Samenvatting
| Competitie        | Totaal gespeeld | Winst Brazilië | Gelijk | Winst Zuid-Korea | Doelsaldo Brazilië – Zuid-Korea |
| ----------------- | --------------- | -------------- | ------ | ---------------- | ------------------------------- |
| WK-eindronde      | 1               | 1              | 0      | 0                | 4 − 1                           |
| Vriendschappelijk | 7               | 6              | 0      | 1                | 16 − 5                          |
| Totaal            | 8               | 7              | 0      | 1                | 20 − 6                          |

Wedstrijden bepaald door strafschoppen worden, in lijn met de FIFA, als een gelijkspel gerekend.

## Details

### Eerste ontmoeting
| Vriendschappelijk (Suwon, Zuid-Korea, 12 augustus 1995): |       |           |
| Zuid-Korea                                               | 0 – 1 | Brazilië  |
|                                                          | goals | 34' Dunga |

### Tweede ontmoeting
| Vriendschappelijk (Seoel, Zuid-Korea, 10 augustus 1997): |       |                                       |
| Zuid-Korea                                               | 1 – 2 | Brazilië                              |
| Kim Do-Keoun 7'                                          | goals | 83' (pen.) Ronaldo 90' Sonny Anderson |